# Cerura gonema
Cerura gonema är en fjärilsart som beskrevs av William Schaus 1905. Cerura gonema ingår i släktet Cerura och familjen tandspinnare. Inga underarter finns listade i Catalogue of Life.